# The Funeral Pyre
The Funeral Pyre – amerykański zespół z La Habra, grający muzykę black/deathmetalową.
Po niezależnym wydaniu dema w 2003 i albumu Immersed by the Flames of Mankind w roku 2004, zespół nagrał drugi studyjny album zatytułowany The Nature of Betrayal wydany 22 sierpnia 2006 pod nakładem Creator-Destructor Records. Po podpisaniu umowy z Prosthetic Records, The Nature of Betrayal wydano ponownie 22 marca 2007.

## Historia
The Funeral Pyre powstał w Południowej Kalifornii, w roku 2001, przynosząc wpływy norweskiego black metalu i melodic death metalu na scenę ekstremalnej muzyki Los Angeles. Zyskali sporą popularność dzięki koncertowaniu u boku grup Vader, Trivium, 3 Inches of Blood, Suffocation oraz wielu innych.

## Dyskografia

### Albumy studyjne
- Immersed by the Flames of Mankind (2004)
- The Nature of Betrayal (2006)
- Wounds (2008)

### Minialbumy
- Whispering to the Shadows (2002, jako Envilent)
- October (2003)
- December (2009)

### Splity
- The First Book of the Kings (2006, z grupą Leech)